# Егорьевский технологический институт имени Н. М. Бардыгина
Егорьевский технологический институт имени Н. М. Бардыгина — высшее учебное заведение, основанное 1 июля 1909 года, осуществляющее подготовку и переподготовку инженерно-технических кадров, в качестве обособленного учебного заведения входит в состав Московского государственного технологического университета.

## Основная история

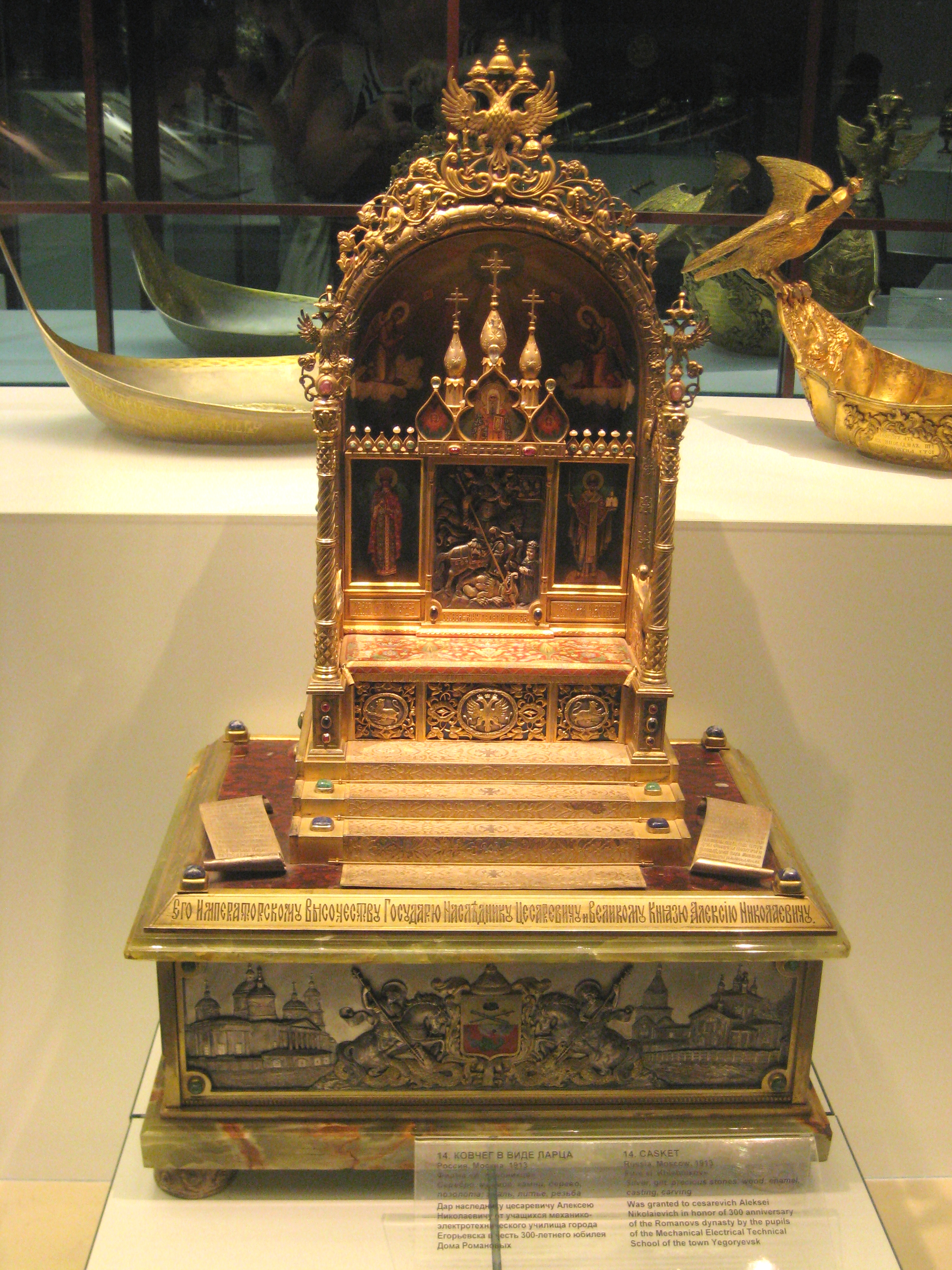
Ковчег в виде ларца — дар цесаревичу Алексею от учащихся механико-электротехнического училища в честь 300-летия дома Романовых. Экспонат Государственного исторического музея

### Российская история
1 июля 1909 года на средства купца и мецената Н. М. Бардыгина и при участии его сына М. Н. Бардыгина в городе Егорьевске было создано Егорьевское механико-электротехническое училище. По словам Михаила Бардыгина: «Техническое училище отвечает потребностям местного населения, и будет служить для дальнейшего развития мануфактурного промышленного района и, увеличивая благосостояние населения, будет отвечать государственной пользе». По его предложению училище было названо именем цесаревича Алексея, позже эта инициатива была утверждена Государственной думой Российской империи и Государём Императором Николаем II. Здание училища было построено известным московским архитектором И. Т. Барютиным, училище оснащалось  современными на тот момент аудиториями и лабораториями.
Первым директором училища был назначен статский советник В. М. Леднёв. 1 июля 1909 года в приветственной телеграмме по случаю открытия учебного заведения посланной председателем Совета Министров Российской империи П. А. Столыпиным была выражена благодарность учредителям за создание училища в телеграмме следующего содержания «Желаю процветания новому полезному рассаднику просвещения, а местным деятелям — бодрости и энергии на благо нашей любимой России». Егорьевское механико-электротехническое училище осуществляло подготовку технических специалистов машинного производства. Попечителем училища был назначен М. Н. Бардыгин, занимавшийся его финансированием и поддержкой в государственных структурах. В училище принимались юноши с 13 по 15 лет из всех сословий, имеющие двухклассное или церковно-приходское образование, училище было рассчитано на четыреста человек. С 1909 по 1917 год училище произвело пять выпусков технических специалистов.

### Советская история
В 1917 году после Октябрьской революции на базе механико-электротехнического училища был создан Егорьевский практический институт. В 1918 году Приказом народного комиссара просвещения РСФСР А. В. Луначарского на базе практического института был создан Егорьевский электромеханический техникум. 27 октября 1923 года Постановлением Московского комитета РКСМ №27 Егорьевскому электромеханическому техникуму было присвоено почётное звание «Комсомольский».
В 1926 году Егорьевский электромеханический техникум один из первых в Советском Союзе освоил в своих мастерских производство токарных и поперечно-строгальных металлорежущих станков. 4 ноября 1930 года Решением ВСНХ СССР № 126 электромеханический техникум был преобразован в станкостроительный и начал состоять в ведении Главное управление станкостроительной и инструментальной промышленности Народного комиссариата тяжелой промышленности СССР, в производственной структуре техникума было создано конструкторское бюро и мастерскими техникума начали осваиваться первые зубофрезерные станки.
В 1933 году учебная структура техникума и его производственная часть были разделены, и на базе мастерских техникума был создан Егорьевский станкостроительный завод «Комсомолец» Наркомата тяжёлой промышленности СССР.
С 1941 по 1945 год в период Великой Отечественной войны техникум продолжал готовить кадры для станкостроительной промышленности. В 1972 году в техникуме впервые в тяжёлой отрасли промышленности начали готовить высококвалифицированных специалистов в области эксплуатации станков с числовым программным управлением. С 1972 по 1992 год преподавательским составом техникума было подготовлено около семи тысяч технических специалистов для советского и российского станкостроения.

### Постсоветская и современная история

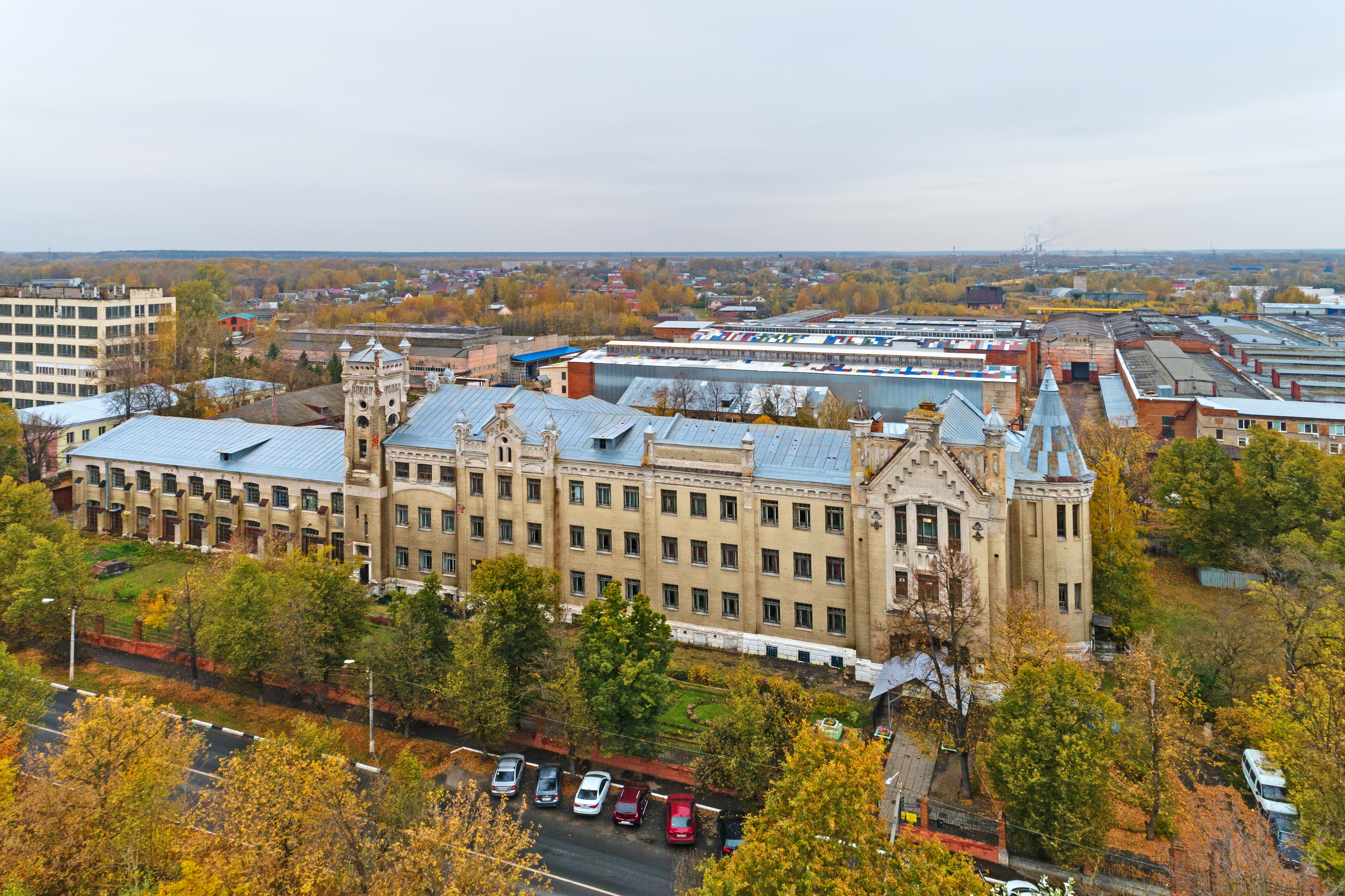
Главное здание института

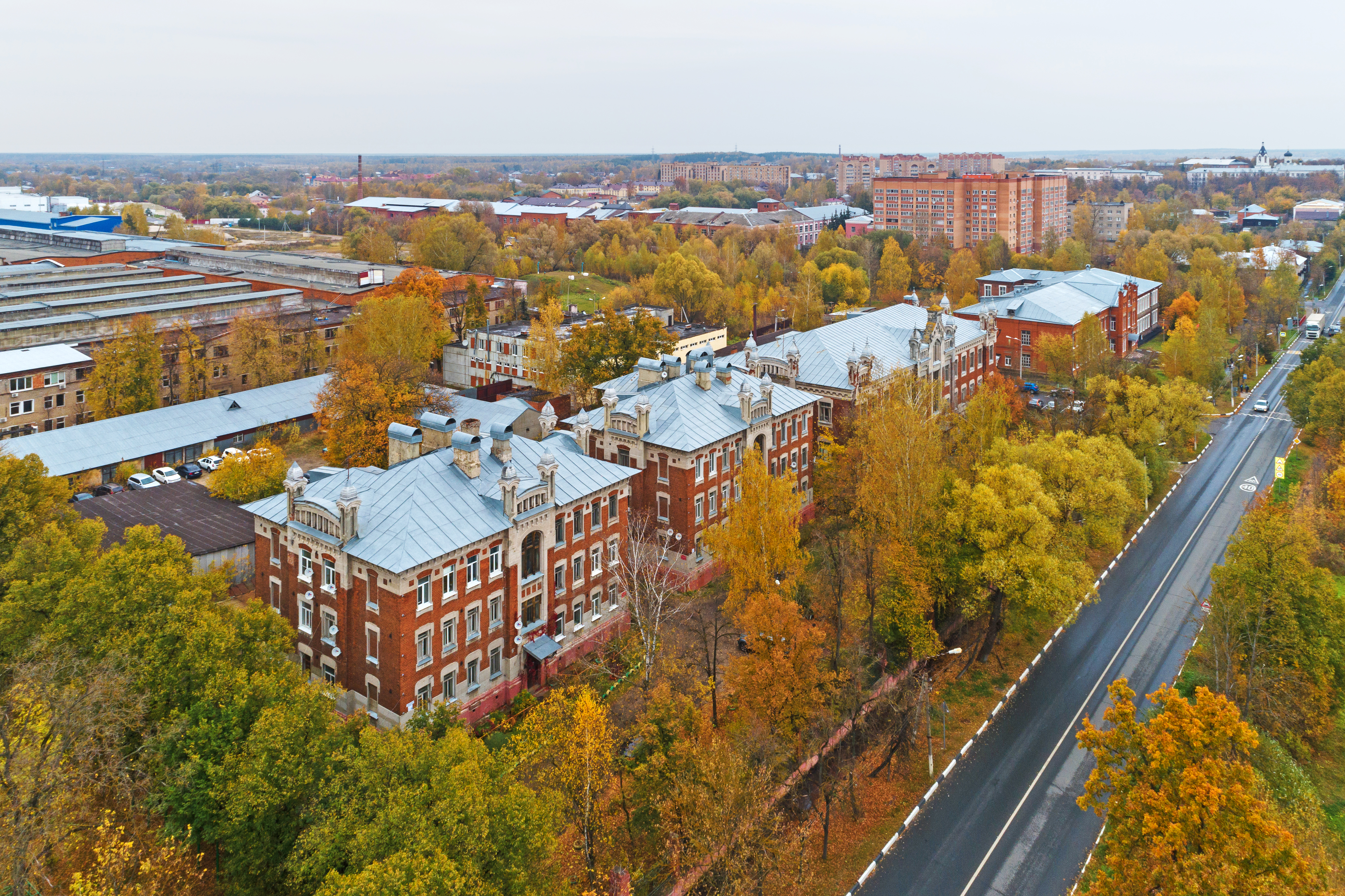
Комплекс студенческих общежитий

12 декабря 1991 года Распоряжением Государственного комитета РСФСР по делам науки и высшей школы № 915 на базе Егорьевского станкостроительного техникума был создан Среднетехнический факультет при Московском станкоинструментальном институте. 13 января 1992 года Приказом МСИИ № 14 среднетехнический факультет был преобразован в технический и ему был придан статус филиала при этом институте.
16 января 1996 года Приказом Госкомитета РФ по высшему образованию № 82 на базе Егорьевского филиала Московского государственного технологического университета был создан Егорьевский технологический институт. 19 апреля 2011 года Приказом Министра образования и науки Российской Федерации №1503 статус института был утверждён. Институт ведёт свою учебную деятельность по таким направлениям как: автоматизация и управление, технология, оборудование и автоматизация машиностроительных производств, технология машиностроения, металлорежущие станки и инструменты и инженерная защита окружающей среды. В составе института было создано пять кафедр: технологий автоматизированного производства, технологии, оборудования и автоматизации машиностроительных производств, производственного менеджмента, экологии технологических процессов и иностранных языков и гуманитарной культуры. В составе института работают 3 доктора и 34 кандидатов наук, 3 профессора.
За всё время существования института из его стен было выпущено более двадцати тысяч тысяч инженерных и технических кадров.

## Структура
Основной источник:

### Кафедры
- Кафедра технологий автоматизированного производства
- Кафедра технологии, оборудования и автоматизации машиностроительных производств
- Кафедра производственного менеджмента
- Кафедра экологии технологических процессов
- Кафедра иностранных языков и гуманитарной культуры

## Руководство
- 1996- 2002 -  профессор Гладун В.Д., проректор МГТУ "СТАНКИН" - директор института
- с 2003 - к.т.н. Волошкин А.П.директор института
- с 2013 - к.т.н., доцент Шехорин В.К. директор института
- с 2019 — к.э.н.  Рубан М.С. директор института
- с 2022 - к.ф.м.н., доцент Соппа И.В.директор института

## Известные преподаватели
- Гладун, Виктор Деамидович — д.т.н., профессор, лауреат премии Ленинского комсомола, лауреат Государственной премии СССР, лауреат Премии Правительства РФ в области науки и техники, заслуженный деятель науки и техники РФ, академик Международной Академии Наук информационных процессов и технологий